# Jackson Rose
Pour les articles homonymes, voir Rose.
Jackson Rose (parfois crédité Jackson J. Rose) est un directeur de la photographie américain (membre de l'ASC), né Jackson Joseph Rose le 29 octobre 1886 à Chicago (Illinois), mort le 23 septembre 1956 à Los Angeles (Californie).

## Biographie
Jackson Rose débute comme chef opérateur au sein d'Essanay Studios, son premier film à ce poste étant One Wonderful Night (en) d'E.H. Calvert (avec Francis X. Bushman et Beverly Bayne), sorti en 1914. Suivent neuf autres films muets américains pour cette compagnie, le dernier sorti en 1917.
Puis, de 1920 à 1933, il travaille essentiellement pour Metro Pictures Corporation, Universal Pictures et Tiffany Pictures. De cette période, mentionnons Smouldering Fires de Clarence Brown (1925, avec Laura La Plante et Malcolm McGregor), L'Âme d'une nation d'Edward Sloman (1928, avec Patsy Ruth Miller et George J. Lewis), Seed de John M. Stahl (1931, avec John Boles et Bette Davis), et le western Phantom Thunderbolt (en) d'Alan James (1933, avec Ken Maynard et Frances Lee).
En 1935, il rejoint la Metro-Goldwyn-Mayer, pour laquelle il tourne principalement des courts métrages, le dernier sorti en 1946. Plusieurs d'entre eux appartiennent aux séries cinématographiques Les Petites Canailles (ex. : Cousin Wilbur (en) de George Sidney en 1939, avec Carl Switzer et Scotty Beckett) et Le crime ne paie pas (ex. : Forbidden Passage de Fred Zinnemann en 1941, avec Addison Richards et Hugh Beaumont). 
Parmi ses quelques longs métrages de cette époque, évoquons Mama Steps Out (1937, avec Guy Kibbee et Alice Brady) de George B. Seitz, ainsi que Main Street After Dark (1945, avec Edward Arnold et Selena Royle) d'Edward L. Cahn — réalisateur qu'il assiste sur onze longs métrages et seize courts métrages, sortis entre 1932 et 1950 —.
Dès 1943 et jusqu'en 1950 (année où il se retire, après environ cent-cinquante films), il collabore aussi avec des petites compagnies indépendantes (dans le domaine de la série B), telles Monogram Pictures et Producers Releasing Corporation. Citons Dillinger, l'ennemi public n° 1 de Max Nosseck (1945, avec Lawrence Tierney dans le rôle-titre et Anne Jeffreys), et Frayeur (Fear) d'Alfred Zeisler (1946, avec Warren William et Nestor Paiva).
Pour la télévision, Jackson Rose est directeur de la photographie sur deux séries dédiées à Buster Keaton, diffusées en 1950 et 1951, dont The Buster Keaton Show (en) (deux épisodes, 1950). 
Membre de l'American Society of Cinematographers (ASC), on lui doit la première édition (en 1935, sous le titre The American Cinematographer Hand Book and Reference Guide) d'un manuel de référence publié par l'ASC, titré en sa forme actuelle American Cinematographer Manuel (dernière édition en 2004). 

## Filmographie

### Cinéma (sélection)
(CM = court métrage)
- 1914 : One Wonderful Night (en) de E. H. Calvert

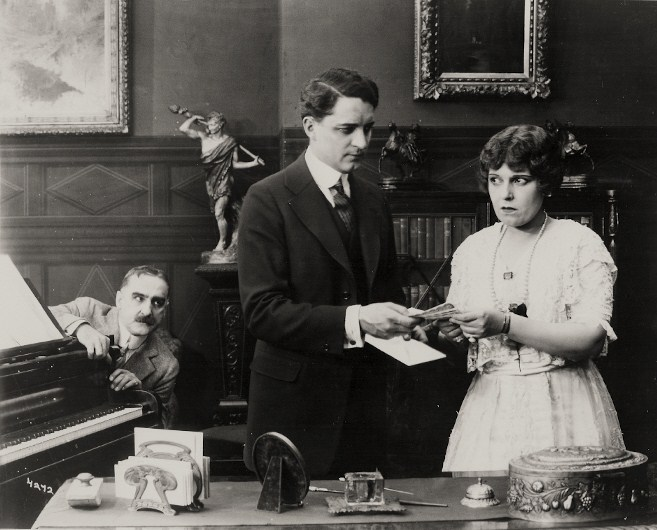
The Alster Case (1915) : John Cossar, Bryant Washburn et Anne Leigh (de g. à d.)

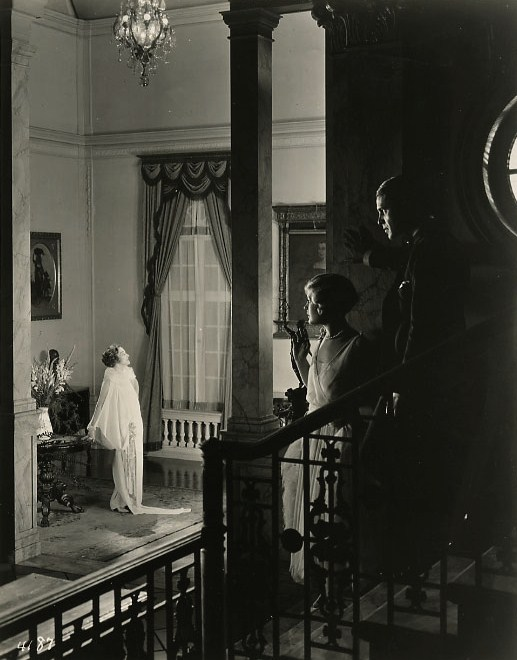
Smouldering Fires (1925) : Pauline Frederick, Laura La Plante et Malcolm McGregor (de g. à d.)

- 1915 : The Alster Case de J. Charles Haydon
- 1915 : The Slim Princess de E. H. Calvert
- 1916 : The Havoc de Arthur Berthelet
- 1920 : Burning Daylight de Edward Sloman
- 1920 : Métempsycose (The Star Rover) de Edward Sloman
- 1921 : The Last Card de Bayard Veiller
- 1921 : Big Game de Dallas M. Fitzgerald
- 1921 : The Marriage of William Ashe de Edward Sloman
- 1922 : The Married Flapper de Stuart Paton
- 1922 : Paid Back de Irving Cummings
- 1923 : L'Automne de la vie (The Dangerous Age) de John M. Stahl
- 1924 : The Whispered Name de King Baggot
- 1924 : Young Ideas de Robert F. Hill
- 1924 : The Measure of a Man (en) d'Arthur Rosson
- 1924 : Behind the Curtain (en) de Chester M. Franklin
- 1924 : The Sunset Trail de Ernst Laemmle
- 1925 : Up the Ladder de Edward Sloman
- 1925 : La Femme de quarante ans (Smouldering Fires) de Clarence Brown
- 1925 : Ridin' Pretty de Arthur Rosson
- 1926 : The Beautiful Cheat de Edward Sloman
- 1926 : The Midnight Sun de Dimitri Buchowetzki
- 1926 : The Mystery Club de Herbert Blaché
- 1927 : Hold by the Law de Ernst Laemmle
- 1927 : Cheating Cheaters de Edward Laemmle
- 1928 : The Grip of the Yukon (en) de Ernst Laemmle
- 1928 : L'Âme d'une nation (We Americans) de Edward Sloman
- 1928 : L'Implacable Destin (Love Me and the World Is Mine) de Ewald André Dupont
- 1928 : Lingerie de George Melford
- 1929 : Girl on the Barge de Edward Sloman
- 1929 : The College Coquette de George Archainbaud
- 1929 : La Petite Vendeuse des galeries (The Girl from Woolsworth's) de William Beaudine
- 1929 : Painted Faces de Albert S. Rogell
- 1930 : A Lady Surrenders de John M. Stahl
- 1930 : The Big Fight de Walter Lang
- 1930 : Once a Gentleman (it) de James Cruze
- 1930 : Trois de la cavalerie (Troopers Three) de B. Reeves Eason et Norman Taurog
- 1931 : Seed de John M. Stahl

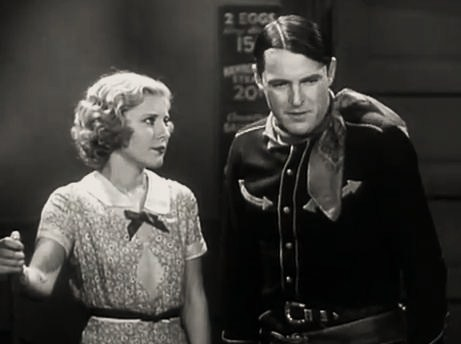
Phantom Thunderbolt (1933) : Frances Lee et Ken Maynard

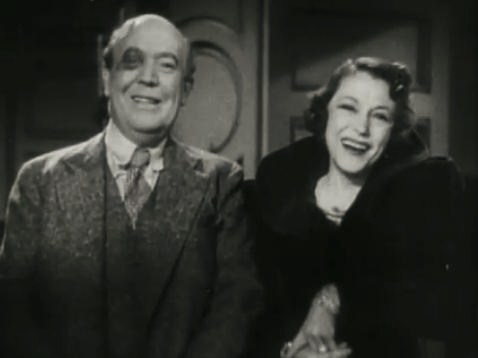
Mama Steps Out (1937) : Guy Kibbee et Alice Brady

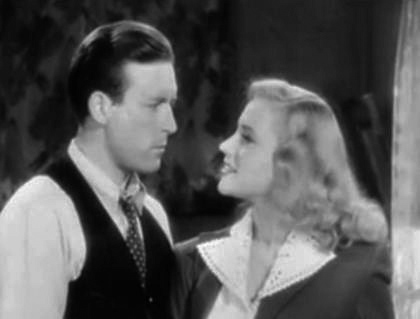
Dillinger, l'ennemi public n° 1 (1945) : Lawrence Tierney et Anne Jeffreys

- 1932 : Law and Order de Edward L. Cahn
- 1932 : Texas Gun Fighter de Phil Rosen
- 1933 : Phantom Thunderbolt de Alan James
- 1935 : The Perfect Tribute de Edward Sloman (CM)
- 1936 : The Three Wise Guys de George B. Seitz
- 1937 : Mama Steps Out de George B. Seitz
- 1939 : Cousin Wilbur de George Sidney (CM)
- 1940 : The Old South de Fred Zinnemann (CM)
- 1940 : Waldo's Last Stand de Edward L. Cahn (CM)
- 1941 : Coffins on Wheels de Joseph M. Newman (CM)
- 1941 : Willie and the Mouse de George Sidney
- 1941 : Forbidden Passage de Fred Zinnemann (CM)
- 1942 : Don't Talk de Joseph M. Newman (CM)
- 1942 : Melodies Old and New de Edward L. Cahn (CM)
- 1942 : L'Étranger mystérieux (The Incredible Stranger) de Jacques Tourneur (CM)
- 1943 : The Unknown Guest de Kurt Neumann
- 1943 : Calling All Kids (en) de Sam Baerwitz (CM)
- 1944 : Trocadero de William Nigh
- 1945 : Phantoms, Inc. d'Harold Young (CM)
- 1945 : Main Street After Dark de Edward L. Cahn
- 1945 : A Gun in His Hand de Joseph Losey (CM)
- 1945 : Dillinger, l'ennemi public n° 1 (Dillinger) de Max Nosseck
- 1945 : Spreadin' the Jam de Charles Walters
- 1946 : Frayeur (Fear) de Alfred Zeisler
- 1947 : Born to Speed de Edward L. Cahn
- 1947 : Philo Vance Returns de William Beaudine
- 1947 : Out of the Blue de Leigh Jason
- 1947 : Philo Vance's Secret Mission de Reginald Le Borg
- 1948 : Bungalow 13 de Edward L. Cahn
- 1948 : Man from Texas de Leigh Jason
- 1949 : I Cheated the Law de Edward L. Cahn
- 1950 : Experiment Alcatraz de Edward L. Cahn

### Télévision (intégrale)
(séries)
- 1950 : The Buster Keaton Show, épisodes Gone Fishing et Buster in the Jungle
- 1951 : Life with Buster Keaton, épisodes non-spécifiés